# 鍾鏞
鍾鏞（1446年—？），字朝用，錦衣衛鎮撫司人，軍匠籍。明朝政治人物。進士出身。

## 生平
順天府鄉試第三十名。成化八年（1472年）壬辰科會試第九十一名，殿試登進士第二甲第十三名。

## 家族
曾祖父鍾真。祖父鍾玄智。父亲鍾福。